# 田学仁
田学仁（1947年3月18日—），辽宁省宽甸满族自治县人。中华人民共和国政治人物。
毕业于东北师大函授，后在中国社会科学院研究生院获得硕士学位。1998年，任吉林市委书记。2001年1月任中共吉林省委常委，延边自治州委书记；2004年12月吉林省委常委、常务副省长。2007年，兼吉林银行党委书记、董事长。2012年，因涉嫌贪污罪被逮捕立案。2013年10月，法院开庭受理，北京市第一中級人民法院一审判处无期徒刑。2018年7月减刑至22年。